# Harald Welzer
Pour les articles homonymes, voir Welzer.
Harald Welzer (né le 27 juillet 1958 à Bissendorf (Wedemark), près de Hanovre en Allemagne) est un sociologue et socio-psychologue allemand.

## Biographie
Harald Welzer a étudié la sociologie, les sciences politiques et la littérature à l'Université de Hanovre. Il y a obtenu son doctorat en sociologie en 1988 et été agrégé en 1993 en psychologie sociale et en sociologie en 2001. De 1988 à 1993 il était professeur adjoint au Département d'histoire, de philosophie et de sciences sociales de l'Université de Hanovre. Par la suite, il a travaillé comme professeur de psychologie sociale. Dans les années 1994 à 1998, Welzer fut directeur de l'Institut de Psychologie de l'Université de Hanovre. Depuis juillet 2012, Harald Welzer est professeur honoraire à l'Université de Flensburg.
En outre, Welzer est également membre de l'Université Emory (Atlanta / USA). Il enseigne aussi à l'Université de Saint-Gall en Suisse et est membre de nombreux conseils d'administration et d'académies scientifiques consultatives. L'objet de ses recherches et de son enseignement est la violence de groupe et également l'étude des impacts climatiques sur le mode de vie actuel des sociétés occidentales.
Welzer a été à la tête de différents projets du Programme de recherche interdisciplinaire sur le climat et la culture à l'Institut de la mémoire à Essen. Il est également professeur de psychologie sociale à l'Université Witten / Herdecke.

## Ouvrages
- Grand-Père n'était pas un nazi[1]

Ce livre étudie comment, dans les années 2000, on parlait de l'époque nazie au sein des familles allemandes. Il part de 48 entretiens familiaux et de 142 interviews individuels, sur des histoires vécues du passé national-socialiste et transmises entre les générations. La « mémoire communicative » existant entre proches est plus émotionnelle que la « mémoire culturelle », celle des discours officiels et de l'enseignement. Cette « mémoire communicative » est le ciment des membres d'un groupe familial, sur ce que fut le passé proche de celui-ci et est réactivée dans et par la loyauté de ses membres. Dans les familles se transmettent les images du passé national-socialiste mais différentes de celles, romantiques et enjolivées, diffusées dans les écoles. La mémoire familiale tient compte de la souffrance liée à la guerre, la terreur, la captivité des proches. La réussite de l'information et de l'éducation sur les crimes du passé inspire aux petits-enfants le besoin de donner à leurs grands-parents et parents une place telle dans les horreurs du national-socialisme qu'elle ne fait rejaillir sur eux aucune atrocité. Ces récits sont transmis dans la famille allemande de manière telle qu'il n'y ait pas de « nazi » en son sein.
- Les Exécuteurs. Des hommes normaux aux meurtriers de masse [2].

Adolf Eichmann récusait l'idée qu'il avait agi monstrueusement, en dehors des catégories morales de la communauté humaine. De même les exécuteurs rwandais, serbes ou croates. Pourtant ces meurtriers de masse avaient bâti un système de responsabilité morale dans lequel le meurtre de masse était une évidence nécessaire. Dans un dispositif social quelconque, Harald Welzer montre qu'il suffit qu'une seule coordonnée, l'appartenance sociale ou ethnique, se décale pour que tout le cadre de référence bascule, et que s'établisse une réalité autre que l'antérieure. Une redéfinition radicale de ce qui fait partie de l'univers d'obligation générale s'établit. Une distinction inéluctable et absolue s'établit entre "appartenants" et "non-appartenants" . Une pratique d'exclusion s'établit et conduit à la spoliation, à la déportation et à la violence. Avec une régularité terrifiante le déplacement devient un « nettoyage » puis une extermination pure et simple des "non-appartenants". Ceci est commun à toutes les sociétés meurtrières, par ailleurs extrêmement différentes.
- Soldats. Combattre, tuer, mourir: Procès-verbaux de récits de soldats allemands[3]est une étude réalisée avec Sönke Neitzel par Harald Welzer sur les documents et enregistrements conservés en Grande-Bretagne et rendus accessibles depuis 1996. Ces documents résultent des écoutes secrètes systématiques de milliers de prisonniers allemands pendant la Seconde Guerre mondiale. Les transcriptions des enregistrements représentent 48 000 pages [4],[5] de conversations entre soldats sur l'expérience quotidienne de ceux-ci pendant la guerre et leur attitude face à des situations telles que les massacres de masse de civils, les coulages de navires de commerce par les sous-marins, l'abattage des avions. L'analyse permet à Welzer et Neitzel d'étudier un aspect de la Banalité du mal tel que ce concept avait été développé par Hannah Arendt, mais sur un plan plus sociologique en partant d'expériences multiples et non du seul Adolf Eichmann.

- Dans son ouvrage "Klimakriege" [6] (guerres climatiques) Welzer décrit les changements climatiques comme une menace encore sous-estimée de la vie des hommes en société. L'effondrement de l'ordre politique et social dans de nombreuses parties du monde, va conduire, selon lui, à une " guerre permanente ". Cela ne pourra être évité que si les populations aisées des pays industrialisés changent leur mode de consommation actuel. La violence extrême de ces conflits instaure des espaces d'actions pour lesquelles aucun cadre référentiel n'est fourni par les expériences vécues dans le monde fort paisible de l'hémisphère occidental depuis la seconde guerre mondiale [7].

Welzer plaide pour une résistance au mode de vie occidental basé sur l'efficacité, la consommation et la croissance à tout prix pour la remplacer par des choix fondés sur le bonheur et la viabilité future. Il critique le mode de vie actuellement pratiqué par notre société de consommation. Il propose plusieurs formes de pensées et d'actions basées sur le bien commun plutôt que sur le profit individuel.
Welzer est cofondateur de la Fondation à but non lucratif FUTURZWEI qui a comme but la promotion de modes de vie alternatifs.